# Резолюція Генеральної Асамблеї ООН ES-11/8
Резолю́ція Генера́льної Асамбле́ї ОО́Н ES-11/8 «Шлях до ми́ру» була ухвалена 24 лютого 2025 року Генеральною Асамблеєю ООН відкритим голосуванням країн-членів ООН, 93 з яких висловилися «за», 8 — «проти», а 73 країн «утримались».
Первісний проєкт резолюції, який внесли Сполучені Штати Америки, відображав зміну вектора зовнішньої політики США щодо України та чергового перезавантаження американсько-російських відносин після вступу на посаду президента Дональда Трампа місяцем раніше. Згодом співавтори колективної резолюції запропонували свої поправки до тексту, які були прийняті, через що делегація США утрималася від підсумкового голосування за власну, але відкориговану резолюцію, та пізніше повторно внесла документ на розгляд Ради Безпеки, яка зрештою її ухвалила в первісному вигляді.

## Текст резолюції
Поправки
1. ↑  Перший пункт зі змінами, внесеними згідно з A/ES-11/L.13. Формулювання «конфлікту між Російською Федерацією та Україною» замінено словами «повномасштабного вторгнення Російської Федерації в Україну»;
2. ↑  Резолюція доповнена третім пунктом згідно з A/ES-11/L.14;
3. ↑  Прикінцевий пункт в редакції A/ES-11/L.15. Фраза «тривалого миру між Україною та Російською Федерацією» замінено виразом «справедливого, сталого та всеосяжного миру між Україною та Російською Федерацією, відповідно до Статуту Організації Об'єднаних Націй та принципів суверенної рівності й територіальної цілісності держав».

## Голосування
Проєкт резолюції A/ES-11/L.11, який запропонували 21 лютого 2025 року Сполучені Штати Америки (напівжирним шрифтом), прийнято з поправками 24 лютого на 21 пленарному засіданні 11-ї надзвичайної спеціальної сесії Генеральної Асамблеї кваліфікованою більшістю присутніх як A/RES/ES-11/8. Проєкт поправки A/ES-11/L.12, який 21 лютого подала Росія, додавши формулювання «закликає негайно припинити конфлікт, у тому числі шляхом усунення його першопричин», Асамблея відхилила; а три проєкти поправок (A/ES-11/L.13, A/ES-11/L.14 та A/ES-11/L.15), запропоновані 23 лютого колективно 25 державами-членами ООН (Австрія, Бельгія, Болгарія, Велика Британія, Греція, Данія, Естонія, Ірландія, Іспанія, Кіпр, Латвія, Литва, Люксембург, Мальта, Нідерланди, Німеччина, Польща, Португалія, Румунія, Словенія, Фінляндія, Франція, Хорватія, Чехія та Швеція), проти яких виступали США, Генасамблея ухвалила:
| Голос         | Кількість | Держави-члени Організації Об'єднаних Націй |
| ------------- | --------- | --- |
| За            | 93        | Австралія, Австрія, Андорра, Бангладеш, Барбадос, Беліз, Бельгія, Болгарія, Боснія і Герцеговина, Бруней, Бутан, Велика Британія, Вірменія, Гаяна, Гватемала, Греція, Данія, Джибуті, Домініканська Республіка, Естонія, Індонезія, Ірландія, Ісландія, Іспанія, Італія, Кабо-Верде, Камбоджа, Канада, Кенія, Кіпр, Коморські Острови, Коста-Рика, Кот-д'Івуар, Латвія, Литва, Ліберія, Ліван, Ліхтенштейн, Люксембург, М'янма, Маврикій, Мадагаскар, Малаві, Малайзія, Мальдіви, Мальта, Марокко, Маршаллові Острови, Мексика, Молдова, Монако, Монголія, Непал, Нігерія, Нідерланди, Німеччина, Нова Зеландія, Норвегія, Перу, Південна Корея, Південно-Африканська Республіка, Польща, Португалія, Румунія, Сан-Марино, Сан-Томе і Принсіпі, Сент-Люсія, Сейшельські Острови, Сент-Вінсент і Гренадини, Сент-Кіттс і Невіс, Сінгапур, Словаччина, Словенія, Сомалі, Суринам, Східний Тимор, Сьєрра-Леоне, Таїланд, Тринідад і Тобаго, Туніс, Туреччина, Уругвай, Філіппіни, Фінляндія, Франція, Хорватія, Чехія, Чилі, Чорногорія, Швейцарія, Швеція, Ямайка, Японія |
| Проти         | 8         | Білорусь, Буркіна-Фасо, Північна Корея, Малі, Нігер, Нікарагуа, Північна Корея, Росія, Судан |
| Утрималися    | 73        | Албанія, Алжир, Ангола, Антигуа і Барбуда, Аргентина, Бахрейн, Ботсвана, Бразилія, Бурунді, В'єтнам, Габон, Гаїті, Гамбія, Гана, Гвінея, Гренада, Грузія, Демократична Республіка Конго, Екваторіальна Гвінея, Еритрея, Ефіопія, Єгипет, Ємен, Замбія, Зімбабве, Ізраїль, Індія, Ірак, Іран, Йорданія, Казахстан, Катар, Киргизстан, Китайська Народна Республіка, Кірибаті, Колумбія, Куба, Кувейт, Лаос, Лесото, Лівія, Мавританія, Мозамбік, Намібія, Об'єднані Арабські Емірати, Оман, Пакистан, Палау, Панама, Папуа Нова Гвінея, Парагвай, Північна Македонія, Руанда, Сальвадор, Саудівська Аравія, Сенегал, Сербія, Сирія, Соломонові Острови, Сполучені Штати Америки, Таджикистан, Танзанія, Того, Тонга, Тувалу, Уганда, Угорщина, Узбекистан, Україна, Федеративні Штати Мікронезії, Фіджі, Центральноафриканська Республіка, Шрі-Ланка |
| Не голосували | 19        | Азербайджан, Афганістан, Багамські Острови, Бенін, Болівія, Вануату, Венесуела, Гвінея-Бісау, Гондурас, Домініка, Еквадор, Есватіні, Камерун, Науру, Південний Судан, Республіка Конго, Самоа, Туркменістан, Чад |
| Всього        | 193       | |